# Szent arkangyalok fatemplom (Drágavilma)
A drágavilmai Szent arkangyalok fatemplom műemlékké nyilvánított épület Romániában, Máramaros megyében. A romániai műemlékek jegyzékében az  MM-II-m-A-04795 sorszámon szerepel.